# 奧博迪夫卡 (海辛區)

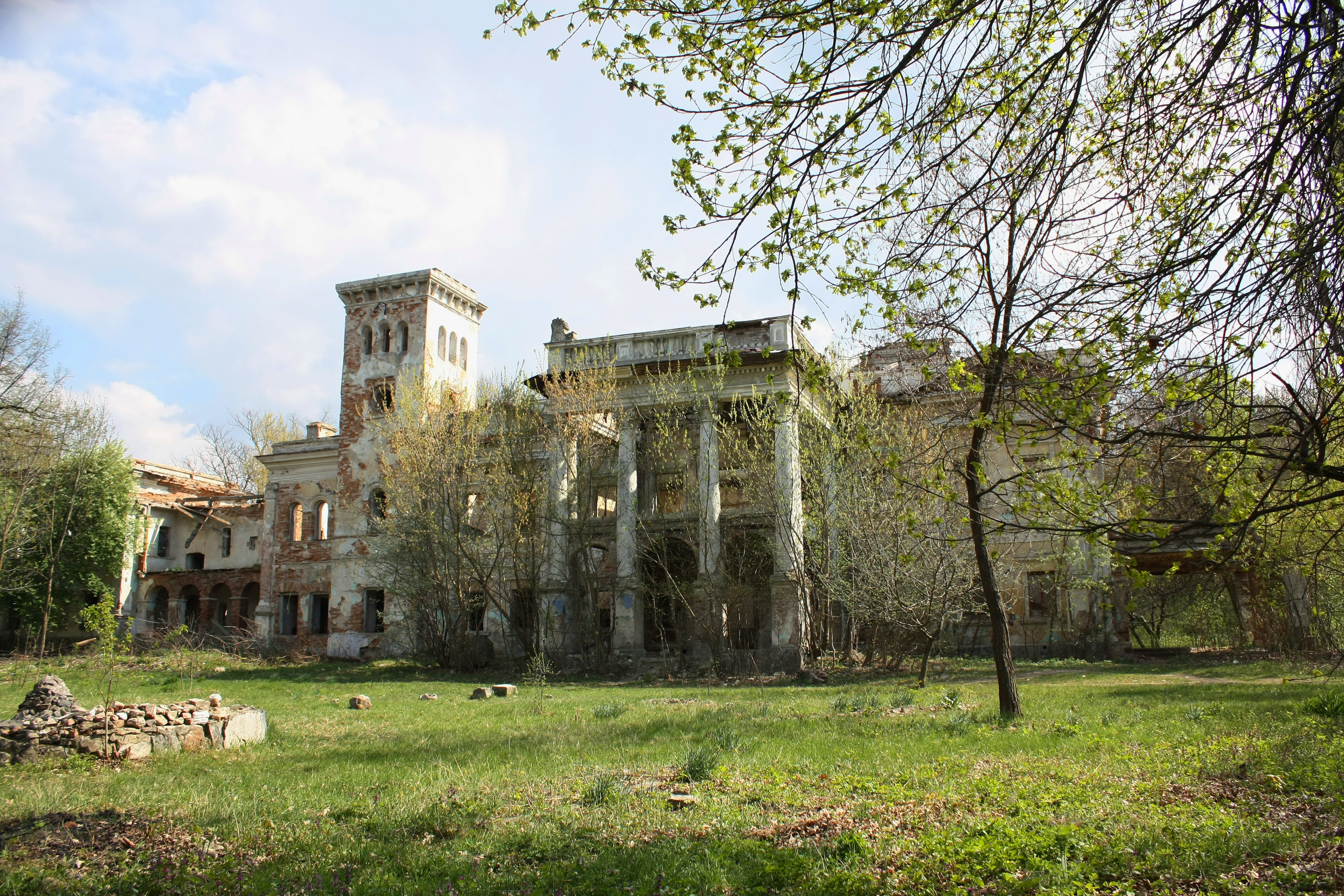
宫殿

奥博迪夫卡（烏克蘭語：Ободівка），是位於烏克蘭西南部的村莊，由文尼察州海辛區的奥博迪夫卡市镇負責管轄，始建於1570年，面積4.35平方公里，海拔高度170米，2024年人口3,150，人口密度每平方公里805.98人。